# Gamochaeta spiciformis
Gamochaeta spiciformis là một loài thực vật có hoa trong họ Cúc. Loài này được (Sch.Bip.) Cabrera mô tả khoa học đầu tiên năm 1961.